# Фурухата, Ясуо
Ясуо Фурухата (яп. 降旗 康男 : Фурухата Ясуо) (19 августа 1934, Мацумото, Япония — 20 мая 2019) — японский кинорежиссёр и сценарист.

## Биография
Ясуо Фурухата — третий сын известного политика и бизнесмена Токуи Фурухаты (1898—1995), бывшего министра телекоммуникаций в послевоенном кабинете Сигэру Ёсиды.
После окончания факультета французской литературы Токийского университета, в 1957 году Ясуо Фурухата поступил на студию Toei. Уже три года спустя он дебютирует в качестве режиссёра картиной «Хулиганка Ёко» с Мидори Мако в главной роли, после чего становится одним из ведущих жанровых режиссёров студии.
Фурухата известен многолетним сотрудничеством с японским актёром Кэном Такакурой. Знакомство с Такакурой состоялось ещё в 1965 году на съемочной площадке у Киёси Саэки. Позднее они сделают вместе 11 фильмов, после ухода Фурухаты со студии Toei в 1978 году — ещё восемь. Последний из этих фильмов («Для тебя») вышел в прокат осенью 2012 года.
Фильмография Ясуо Фурухаты насчитывает более сорока картин. Обладатель множества национальных и международных наград, среди которых премия за режиссуру Японской киноакадемии (за картину «Железнодорожник», 2000) и приз экуменического жюри Монреальского кинофестиваля (за картину «Для тебя», 2012). Фильм Фурухаты «Друзья» (A un, 1989) Акира Куросава включил в список ста своих любимых фильмов. В 2008 году режиссёр был удостоен Ордена Восходящего Солнца.

## Фильмография
- Демон (Yasha) (1985)
- Друзья (A un) (1989)
- Тень повелителя (Shôgun Iemitsu no ranshin — Gekitotsu) (1989)
- Железнодорожник (Poppoya) (1999)
- Светлячок (Hotaru) (2001)
- Красная Луна (Akai tsuki) (2004)
- Затравленный самурай (Tsukigami) (2007)
- Для тебя (Anata e) (2012)
- Мальчик по имени «Ха» (A Boy Called H) (2013)